# Clean Language
Le Clean Language (littéralement « langage propre ») est une technique d'entretien clinique qui a été développée dans les années 1980 par le psychologue néo-zélandais David Grove. La technique consiste à poser des questions suffisamment neutres pour que les représentations du client ne soient pas affectées par celles du coach ou du thérapeute, tout en travaillant sur les métaphores propres aux clients ou patients.

## Origine
La méthode a été développée dans les années 1980 par le psychologue néo-zéelandais David Grove dans le cadre d'un travail sur les méthodes cliniques de résolutions de traumatismes. La méthode est développée à sa suite par les psychologues Penny Tompkins et James Lawley.

## Description de la méthode de questionnement de David Grove
Le Clean Language est constitué de deux questions initiales puis de 10 questions de bases. Vingt-et-unes questions spécialisées peuvent être utilisées pour affiner l'exploration. Les deux questions initiales permettent de "planter le décor". Les questions de base servent à explorer les représentations. Par exemple : Et quel genre de « A » est ce « A » ? Les questions spécialisées permettent d'aller plus loin dans l'exploration. Par exemple : Et qu'est-ce qui se passe après « A » ?

## Objectif
La méthode vise à améliorer la rigueur et l'authenticité de l'entretien clinique en travaillant sur les métaphores du patient ou client, tout en évitant une interférence des représentations personnelles qui seraient celles du thérapeute ou coach. Le praticien doit poser des questions suffisamment neutres en reprenant les métaphores du patient ou client pour l'aider à mieux les verbaliser et les développer mais sans interférer. 